# Surfe nos Jogos Olímpicos de Verão de 2024 - Feminino
A competição feminina do surfe nos Jogos Olímpicos de Verão de 2024 foi realizada entre 25 de julho e 5 de agosto de 2024 nas águas de Teahupo'o, no Taiti, na Polinésia Francesa, localizada a cerca de 15 quilômetros de Paris. Um total de 24 surfistas de 16 Comitês Olímpicos Nacionais (CON) participaram do evento.

## Qualificação
O sistema de qualificação para Paris 2024 garantiu a participação das melhores surfistas profissionais do mundo, juntamente com a promoção de oportunidades geográficas universais para surfistas de todos os continentes. Embora as vagas de dois surfistas por gênero para cada Comitê Olímpico Nacional (CON) tenha permanecido inalterada, duas exceções a essa regra foram introduzidas para as equipes campeãs dos ISA World Surfing Games de 2022 e 2024, o que resultou em algumas equipes expandindo suas vagas a três surfistas por gênero.

## Formato
A competição consistiu em seis rodadas:
- Rodada 1: oito baterias de três surfistas cada, com o melhor de cada bateria (oito, no total) avançando diretamente para a rodada 3, enquanto os outros dois de cada bateria (16, no total) disputando a rodada 2 (essencialmente uma repescagem)

Da rodada 2 em diante, todas as rodadas são eliminatórias compostas por dois surfistas, com o melhor surfista avançando para a próxima rodada e o segundo colocado sendo eliminado.
- Rodada 2: a competição frente a frente começa nesta rodada, oito baterias de dois surfistas cada e o melhor de cada bateria (8, no total) avançando para a rodada 3, enquanto o outro em cada bateria (8, no total) é eliminado
- Rodada 3: oito baterias de dois surfistas cada, onde o vencedor avança e o perdedor é eliminado
- Quartas de final: quatro baterias de dois surfistas cada, com o vencedor avançando e o perdedor, eliminado
- Semifinais: duas baterias de dois surfistas cada, com o vencedor avançando para a final e o perdedor, para a bateria da medalha de bronze
- Final (disputa da medalha de ouro e prata) e disputa pela medalha de bronze

A duração de cada bateria (25 a 40 minutos) e o número de ondas que cada surfista pode surfar (máximo 25) são determinados pelo diretor técnico antes do dia da competição. A pontuação para cada onda foi de 0,1 a 10, com as duas melhores ondas para cada surfista contando. As pontuações são baseadas na dificuldade das manobras realizadas, inovação e progressão, variedade, combinação, velocidade, potência e fluxo de cada manobra.

## Juízes
A competição foi julgada por dois juízes principais, dois juízes prioritários e sete juízes regulares:
- AUS Benjamin Lowe
- NZL Daniel Kosoof
- NZL Ian Buchanan (juiz prioritário)
- BRA Luiz Dantas
- BRA Luiz Pereira (juiz principal)
- BRA Marcel Miranda (juiz prioritário)
- ESP Mikel Zalacain
- USA Richard Pierce Jr. (juiz principal)
- JPN Tatsuya Fukagawa
- FRA Thierry Vidal
- USA Tory Gilkerson

Depois que o juiz australiano Benjamin Lowe postou uma foto sua nas redes sociais com o competidor também australiano Ethan Ewing e seu treinador Bede Durbidge, ele foi removido do painel de jurados pela Associação Internacional de Surfe (ISA), em 1 de agosto.

## Calendário
| R1 | Rodada 1 | R2 | Rodada 2 | R3 | Oitavas de final | ¼ | Quartas de final | ½ | Semifinais | F | Final |

| Feminino | R1 | R2 |  | R3 | ¼ | ½ | F |

## Classificação pré-competição
As surfistas foram pré-classificadas de acordo com sua classificação final nos ISA World Surfing Games de 2024.
1. BRA Tatiana Weston-Webb
2. FRA Johanne Defay
3. ESP Nadia Erostarbe
4. PER Sol Aguirre
5. ISR Anat Lelior
6. BRA Tainá Hinckel
7. USA Carissa Moore
8. POR Yolanda Sequeira
9. USA Caroline Marks
10. POR Teresa Bonvalot
11. GER Camilla Kemp
12. CAN Sanoa Dempfle-Olin
13. ESP Janire González-Etxabarri
14. CHN Yang Siqi
15. CRC Brisa Hennessy
16. AUS Molly Picklum
17. RSA Sarah Baum
18. JPN Shino Matsuda
19. BRA Luana Silva
20. AUS Tyler Wright
21. FRA Vahine Fierro
22. NZL Saffi Vette
23. NCA Candelaria Resano
24. USA Caitlin Simmers

## Medalhistas
| Ouro   | USA Caroline Marks      |
| Prata  | BRA Tatiana Weston-Webb |
| Bronze | FRA Johanne Defay       |

## Resultados

### Rodada 1
A primeira rodada não era eliminatória. As duas melhores surfistas de cada bateria avançaram diretamente para a rodada 3, enquanto as surfistas restantes se classificaram para a rodada 2.
Bateria 1
| Pos. | Surfista             | CON                | Ondas | Ondas | Ondas | Ondas | Ondas | Pontuação total | Notas |
| Pos. | Surfista             | CON                | 1     | 2     | 3     | 4     | 5     | Pontuação total | Notas |
| ---- | -------------------- | ------------------ | ----- | ----- | ----- | ----- | ----- | --------------- | ----- |
| 1    | Caroline Marks [9]   | USA Estados Unidos | 2.00  | 8.50  | 1.50  | 2.37  | 9.43  | 17.93           | R3    |
| 2    | Sarah Baum [17]      | RSA África do Sul  | 1.00  | 5.67  | 2.80  | 2.73  | 0.27  | 8.47            | R2    |
| 3    | Yolanda Sequeira [8] | POR Portugal       | 2.50  | 4.50  | 0.60  | 0.60  | 0.20  | 7.00            | R2    |

Bateria 2
| Pos. | Surfista                       | CON         | Ondas | Ondas | Ondas | Ondas | Ondas | Ondas | Ondas | Ondas | Pontuação total | Notas |
| Pos. | Surfista                       | CON         | 1     | 2     | 3     | 4     | 5     | 6     | 7     | 8     | Pontuação total | Notas |
| ---- | ------------------------------ | ----------- | ----- | ----- | ----- | ----- | ----- | ----- | ----- | ----- | --------------- | ----- |
| 1    | Vahine Fierro [21]             | FRA França  | 1.33  | 6.17  | 2.43  | 5.00  |       |       |       |       | 11.17           | R3    |
| 2    | Sol Aguirre [4]                | PER Peru    | 0.43  | 0.20  | 1.10  | 0.70  | 1.90  | 0.63  | 2.40  | 1.10  | 4.30            | R2    |
| 3    | Janire González-Etxabarri [13] | ESP Espanha | 0.70  | 0.97  | 1.30  | 1.13  |       |       |       |       | 2.43            | R2    |

Bateria 3
| Pos. | Surfista                | CON           | Ondas | Ondas | Ondas | Ondas | Ondas | Ondas | Ondas | Pontuação total | Notas |
| Pos. | Surfista                | CON           | 1     | 2     | 3     | 4     | 5     | 6     | 7     | Pontuação total | Notas |
| ---- | ----------------------- | ------------- | ----- | ----- | ----- | ----- | ----- | ----- | ----- | --------------- | ----- |
| 1    | Tyler Wright [20]       | AUS Austrália | 1.17  | 4.17  | 3.50  | 2.33  | 1.27  | 3.20  | 2.07  | 7.67            | R3    |
| 2    | Anat Lelior [5]         | ISR Israel    | 0.50  | 0.43  | 3.23  | 2.20  |       |       |       | 5.43            | R2    |
| 3    | Sanoa Dempfle-Olin [12] | CAN Canadá    | 2.83  | 2.00  | 1.67  | 0.50  |       |       |       | 4.83            | R2    |

Bateria 4
| Pos. | Surfista                | CON                | Ondas | Ondas | Ondas | Ondas | Ondas | Ondas | Pontuação total | Notas |
| Pos. | Surfista                | CON                | 1     | 2     | 3     | 4     | 5     | 6     | Pontuação total | Notas |
| ---- | ----------------------- | ------------------ | ----- | ----- | ----- | ----- | ----- | ----- | --------------- | ----- |
| 1    | Caitlin Simmers [24]    | USA Estados Unidos | 1.83  | 6.50  | 0.50  | 6.43  | 1.40  | 3.83  | 12.93           | R3    |
| 2    | Tatiana Weston-Webb [1] | BRA Brasil         | 5.83  | 1.93  | 0.23  | 4.50  |       |       | 10.33           | R2    |
| 3    | Molly Picklum [16]      | AUS Austrália      | 1.57  | 0.93  | 2.67  | 5.77  |       |       | 8.44            | R2    |

Bateria 5
| Pos. | Surfista               | CON            | Ondas | Ondas | Ondas | Ondas | Ondas | Pontuação total | Notas |
| Pos. | Surfista               | CON            | 1     | 2     | 3     | 4     | 5     | Pontuação total | Notas |
| ---- | ---------------------- | -------------- | ----- | ----- | ----- | ----- | ----- | --------------- | ----- |
| 1    | Brisa Hennessy [15]    | CRC Costa Rica | 8.33  | 3.33  | 6.50  | 7.23  |       | 15.56           | R3    |
| 2    | Johanne Defay [2]      | FRA França     | 0.33  | 2.33  | 2.33  | 5.00  | 4.50  | 9.50            | R2    |
| 3    | Candelaria Resano [23] | NCA Nicarágua  | 0.83  | 1.33  | 3.43  | 6.00  | 0.50  | 9.43            | R2    |

Bateria 6
| Pos. | Surfista          | CON          | Ondas | Ondas | Ondas | Ondas | Ondas | Pontuação total | Notas |
| Pos. | Surfista          | CON          | 1     | 2     | 3     | 4     | 5     | Pontuação total | Notas |
| ---- | ----------------- | ------------ | ----- | ----- | ----- | ----- | ----- | --------------- | ----- |
| 1    | Luana Silva [19]  | BRA Brasil   | 1.00  | 2.77  | 4.50  |       |       | 7.27            | R3    |
| 2    | Tainá Hinckel [6] | BRA Brasil   | 0.57  | 2.50  | 1.70  | 2.83  | 2.90  | 5.73            | R2    |
| 3    | Camilla Kemp [11] | GER Alemanha | 2.00  | 0.53  | 0.80  | 0.20  |       | 2.80            | R2    |

Bateria 7
| Pos. | Surfista            | CON               | Ondas | Ondas | Ondas | Ondas | Ondas | Pontuação total | Notas |
| Pos. | Surfista            | CON               | 1     | 2     | 3     | 4     | 5     | Pontuação total | Notas |
| ---- | ------------------- | ----------------- | ----- | ----- | ----- | ----- | ----- | --------------- | ----- |
| 1    | Nadia Erostarbe [3] | ESP Espanha       | 8.33  | 3.83  | 3.57  | 5.50  | 1.63  | 13.83           | R3    |
| 2    | Saffi Vette [22]    | NZL Nova Zelândia | 2.33  | 4.73  | 2.77  |       |       | 7.50            | R2    |
| 3    | Yang Siqi [14]      | CHN China         | 2.50  | 1.00  | 0.80  | 2.90  | 0.33  | 5.40            | R2    |

Bateria 8
| Pos. | Surfista             | CON                | Ondas | Ondas | Ondas | Ondas | Ondas | Ondas | Pontuação total | Notas |
| Pos. | Surfista             | CON                | 1     | 2     | 3     | 4     | 5     | 6     | Pontuação total | Notas |
| ---- | -------------------- | ------------------ | ----- | ----- | ----- | ----- | ----- | ----- | --------------- | ----- |
| 1    | Carissa Moore [7]    | USA Estados Unidos | 3.83  | 6.17  | 9.00  | 7.50  |       |       | 16.50           | R3    |
| 2    | Shino Matsuda [18]   | JPN Japão          | 0.63  | 8.33  | 2.33  | 1.07  | 2.83  |       | 11.16           | R2    |
| 3    | Teresa Bonvalot [10] | POR Portugal       | 5.17  | 0.27  | 5.17  | 0.87  | 3.60  | 1.47  | 10.34           | R2    |

### Rodada 2
Na segunda rodada, as surfistas foram divididas em oito baterias de duas surfistas cada, com a melhor surfista avançando para a rodada 3 (oitavas de final) e a segunda colocada sendo eliminada.
Bateria 1
| Pos. | Surfista        | CON       | Ondas | Ondas | Ondas | Ondas | Ondas | Pontuação total | Notas |
| Pos. | Surfista        | CON       | 1     | 2     | 3     | 4     | 5     | Pontuação total | Notas |
| ---- | --------------- | --------- | ----- | ----- | ----- | ----- | ----- | --------------- | ----- |
| 1    | Yang Siqi [14]  | CHN China | 3.00  | 4.50  | 0.70  | 2.90  | 4.17  | 8.67            | R3    |
| 2    | Sol Aguirre [4] | PER Peru  | 2.00  | 2.50  | 0.73  | 1.33  |       | 4.50            | E     |

Bateria 2
| Pos. | Surfista          | CON               | Ondas | Ondas | Ondas | Ondas | Ondas | Ondas | Ondas | Ondas | Ondas | Pontuação total | Notas |
| Pos. | Surfista          | CON               | 1     | 2     | 3     | 4     | 5     | 6     | 7     | 8     | 9     | Pontuação total | Notas |
| ---- | ----------------- | ----------------- | ----- | ----- | ----- | ----- | ----- | ----- | ----- | ----- | ----- | --------------- | ----- |
| 1    | Sarah Baum [17]   | RSA África do Sul | 0.53  | 1.00  | 0.23  | 2.47  | 4.83  | 5.67  | 0.77  | 0.13  | 1.73  | 10.50           | R3    |
| 2    | Camilla Kemp [11] | GER Alemanha      | 0.37  | 2.17  | 0.70  | 1.60  | 2.77  | 0.30  |       |       |       | 4.94            | E     |

Bateria 3
| Pos. | Surfista             | CON          | Ondas | Ondas | Ondas | Ondas | Ondas | Pontuação total | Notas |
| Pos. | Surfista             | CON          | 1     | 2     | 3     | 4     | 5     | Pontuação total | Notas |
| ---- | -------------------- | ------------ | ----- | ----- | ----- | ----- | ----- | --------------- | ----- |
| 1    | Shino Matsuda [18]   | JPN Japão    | 1.60  | 2.10  | 0.57  | 7.67  |       | 9.77            | R3    |
| 2    | Teresa Bonvalot [10] | POR Portugal | 1.50  | 3.67  | 0.63  | 3.17  | 1.20  | 6.84            | E     |

Bateria 4
| Pos. | Surfista           | CON           | Ondas | Ondas | Ondas | Ondas | Ondas | Ondas | Pontuação total | Notas |
| Pos. | Surfista           | CON           | 1     | 2     | 3     | 4     | 5     | 6     | Pontuação total | Notas |
| ---- | ------------------ | ------------- | ----- | ----- | ----- | ----- | ----- | ----- | --------------- | ----- |
| 1    | Johanne Defay [2]  | FRA França    | 2.83  | 4.00  | 7.83  | 1.00  | 3.93  | 1.00  | 11.83           | R3    |
| 2    | Molly Picklum [16] | AUS Austrália | 1.00  | 5.83  | 0.67  | 1.60  |       |       | 7.43            | E     |

Bateria 5
| Pos. | Surfista                | CON           | Ondas | Ondas | Ondas | Ondas | Pontuação total | Notas |
| Pos. | Surfista                | CON           | 1     | 2     | 3     | 4     | Pontuação total | Notas |
| ---- | ----------------------- | ------------- | ----- | ----- | ----- | ----- | --------------- | ----- |
| 1    | Tatiana Weston-Webb [1] | BRA Brasil    | 5.50  | 2.83  | 4.00  | 1.33  | 9.50            | R3    |
| 2    | Candelaria Resano [23]  | NCA Nicarágua | 0.87  | 1.43  | 1.87  | 0.93  | 3.30            | E     |

Bateria 6
| Pos. | Surfista             | CON               | Ondas | Ondas | Ondas | Ondas | Ondas | Pontuação total | Notas |
| Pos. | Surfista             | CON               | 1     | 2     | 3     | 4     | 5     | Pontuação total | Notas |
| ---- | -------------------- | ----------------- | ----- | ----- | ----- | ----- | ----- | --------------- | ----- |
| 1    | Yolanda Sequeira [8] | POR Portugal      | 0.17  | 0.77  | 3.67  | 1.00  | 0.33  | 4.67            | R3    |
| 2    | Saffi Vette [22]     | NZL Nova Zelândia | 0.27  | 0.43  | 0.60  | 0.67  |       | 1.27            | E     |

Bateria 7
| Pos. | Surfista                | CON        | Ondas | Ondas | Ondas | Ondas | Ondas | Pontuação total | Notas |
| Pos. | Surfista                | CON        | 1     | 2     | 3     | 4     | 5     | Pontuação total | Notas |
| ---- | ----------------------- | ---------- | ----- | ----- | ----- | ----- | ----- | --------------- | ----- |
| 1    | Tainá Hinckel [6]       | BRA Brasil | 3.23  | 3.30  | 3.80  |       |       | 7.10            | R3    |
| 2    | Sanoa Dempfle-Olin [12] | CAN Canadá | 3.50  | 2.50  | 2.10  | 2.80  | 0.43  | 6.30            | E     |

Bateria 8
| Pos. | Surfista                       | CON         | Ondas | Ondas | Ondas | Ondas | Ondas | Pontuação total | Notas |
| Pos. | Surfista                       | CON         | 1     | 2     | 3     | 4     | 5     | Pontuação total | Notas |
| ---- | ------------------------------ | ----------- | ----- | ----- | ----- | ----- | ----- | --------------- | ----- |
| 1    | Anat Lelior [5]                | ISR Israel  | 6.50  | 0.93  | 3.17  | 3.33  | 4.50  | 11.00           | R3    |
| 2    | Janire González-Etxabarri [13] | ESP Espanha | 0.20  | 2.50  | 0.30  |       |       | 2.80            | E     |

### Fase eliminatória
A vencedora de cada bateria eliminatória se classifica para a fase seguinte, até a definição das medalhistas.
|  | Rodada 3 | Rodada 3                | Rodada 3 |                         |       | Quartas                 | Quartas | Quartas |                    |      | Semifinais        | Semifinais | Semifinais |                     |                     | Final               | Final | Final |  |
|  |          |                         |          |                         |       |                         |         |         |                    |      |                   |            |            |                     |                     |                     |       |       |  |
|  | 9        | USA Caroline Marks      | 6.93     |                         |       |                         |         |         |                    |      |                   |            |            |                     |                     |                     |       |       |  |
|  | 9        | USA Caroline Marks      | 6.93     |                         |       |                         |         |         |                    |      |                   |            |            |                     |                     |                     |       |       |  |
|  | 14       | CHN Yang Siqi           | 1.63     |                         |       |                         |         |         |                    |      |                   |            |            |                     |                     |                     |       |       |  |
|  | 14       | CHN Yang Siqi           | 1.63     |                         | 9     | USA Caroline Marks      | 7.77    |         |                    |      |                   |            |            |                     |                     |                     |       |       |  |
|  |          |                         |          |                         | 9     | USA Caroline Marks      | 7.77    |         |                    |      |                   |            |            |                     |                     |                     |       |       |  |
|  |          |                         | 20       | AUS Tyler Wright        | 5.37  |                         |         |         |                    |      |                   |            |            |                     |                     |                     |       |       |  |
|  | 20       | AUS Tyler Wright        | 20       | AUS Tyler Wright        | 5.37  | 11.10                   |         |         |                    |      |                   |            |            |                     |                     |                     |       |       |  |
|  | 20       | AUS Tyler Wright        |          |                         |       |                         |         |         |                    |      |                   |            |            |                     |                     |                     |       |       |  |
|  | 5        | ISR Anat Lelior         | 7.74     |                         |       |                         |         |         |                    |      |                   |            |            |                     |                     |                     |       |       |  |
|  | 5        | ISR Anat Lelior         | 7.74     |                         | 9     | USA Caroline Marks      | 12.17   |         |                    |      |                   |            |            |                     |                     |                     |       |       |  |
|  |          |                         |          |                         |       |                         |         |         |                    |      |                   |            |            |                     |                     |                     |       |       |  |
|  |          |                         | 2        | FRA Johanne Defay       | 12.17 |                         |         |         |                    |      |                   |            |            |                     |                     |                     |       |       |  |
|  | 21       | FRA Vahine Fierro       | 2        | FRA Johanne Defay       | 12.17 | 7.54                    |         |         |                    |      |                   |            |            |                     |                     |                     |       |       |  |
|  | 21       | FRA Vahine Fierro       |          |                         |       |                         |         |         |                    |      |                   |            |            |                     |                     |                     |       |       |  |
|  | 2        | FRA Johanne Defay       | 9.00     |                         |       |                         |         |         |                    |      |                   |            |            |                     |                     |                     |       |       |  |
|  | 2        | FRA Johanne Defay       | 9.00     |                         | 2     | FRA Johanne Defay       | 10.34   |         |                    |      |                   |            |            |                     |                     |                     |       |       |  |
|  |          |                         |          |                         | 2     | FRA Johanne Defay       | 10.34   |         |                    |      |                   |            |            |                     |                     |                     |       |       |  |
|  |          |                         | 7        | USA Carissa Moore       | 6.50  |                         |         |         |                    |      |                   |            |            |                     |                     |                     |       |       |  |
|  | 7        | USA Carissa Moore       | 7        | USA Carissa Moore       | 6.50  | 8.16                    |         |         |                    |      |                   |            |            |                     |                     |                     |       |       |  |
|  | 7        | USA Carissa Moore       |          |                         |       |                         |         |         |                    |      |                   |            |            |                     |                     |                     |       |       |  |
|  | 17       | RSA Sarah Baum          | 3.87     |                         |       |                         |         |         |                    |      |                   |            |            |                     |                     |                     |       |       |  |
|  | 17       | RSA Sarah Baum          | 3.87     |                         | 9     | USA Caroline Marks      | 10.50   |         |                    |      |                   |            |            |                     |                     |                     |       |       |  |
|  |          |                         |          |                         |       |                         |         |         |                    |      |                   |            |            |                     |                     |                     |       |       |  |
|  |          |                         | 1        | BRA Tatiana Weston-Webb | 10.33 |                         |         |         |                    |      |                   |            |            |                     |                     |                     |       |       |  |
|  | 3        | ESP Nadia Erostarbe     | 1        | BRA Tatiana Weston-Webb | 10.33 | 8.34                    |         |         |                    |      |                   |            |            |                     |                     |                     |       |       |  |
|  | 3        | ESP Nadia Erostarbe     |          |                         |       | 8.34                    |         |         |                    |      |                   |            |            |                     |                     |                     |       |       |  |
|  | 18       | JPN Shino Matsuda       | 5.84     |                         |       |                         |         |         |                    |      |                   |            |            |                     |                     |                     |       |       |  |
|  | 18       | JPN Shino Matsuda       | 5.84     |                         | 3     | ESP Nadia Erostarbe     | 6.34    |         |                    |      |                   |            |            |                     |                     |                     |       |       |  |
|  |          |                         |          |                         | 3     | ESP Nadia Erostarbe     | 6.34    |         |                    |      |                   |            |            |                     |                     |                     |       |       |  |
|  |          |                         | 1        | BRA Tatiana Weston-Webb | 8.10  |                         |         |         |                    |      |                   |            |            |                     |                     |                     |       |       |  |
|  | 24       | USA Caitlin Simmers     | 1        | BRA Tatiana Weston-Webb | 8.10  | 1.93                    |         |         |                    |      |                   |            |            |                     |                     |                     |       |       |  |
|  | 24       | USA Caitlin Simmers     |          |                         |       |                         |         |         |                    |      |                   |            |            |                     |                     |                     |       |       |  |
|  | 1        | BRA Tatiana Weston-Webb | 12.34    |                         |       |                         |         |         |                    |      |                   |            |            |                     |                     |                     |       |       |  |
|  | 1        | BRA Tatiana Weston-Webb | 12.34    |                         | 1     | BRA Tatiana Weston-Webb | 13.66   |         |                    |      |                   |            |            |                     |                     |                     |       |       |  |
|  |          |                         |          |                         |       |                         |         |         |                    |      |                   |            |            |                     |                     |                     |       |       |  |
|  |          |                         | 15       | CRC Brisa Hennessy      | 6.17  |                         |         |         |                    |      |                   |            |            |                     |                     |                     |       |       |  |
|  | 19       | BRA Luana Silva         | 15       | CRC Brisa Hennessy      | 6.17  | 6.77                    |         |         |                    |      |                   |            |            | Disputa pelo bronze | Disputa pelo bronze | Disputa pelo bronze |       |       |  |
|  | 19       | BRA Luana Silva         |          |                         |       |                         |         |         |                    |      |                   |            |            |                     |                     |                     |       |       |  |
|  | 6        | BRA Tainá Hinckel       | 5.93     |                         |       |                         |         |         |                    |      |                   |            |            |                     |                     |                     |       |       |  |
|  | 6        | BRA Tainá Hinckel       | 5.93     |                         | 19    | BRA Luana Silva         | 5.47    |         |                    | 2    | FRA Johanne Defay | 12.66      |            |                     |                     |                     |       |       |  |
|  |          |                         |          |                         | 19    | BRA Luana Silva         | 5.47    |         |                    | 2    | FRA Johanne Defay | 12.66      |            |                     |                     |                     |       |       |  |
|  |          |                         | 15       | CRC Brisa Hennessy      | 6.37  |                         |         | 15      | CRC Brisa Hennessy | 4.93 |                   |            |            |                     |                     |                     |       |       |  |
|  | 15       | CRC Brisa Hennessy      | 15       | CRC Brisa Hennessy      | 6.37  | 12.34                   |         | 15      | CRC Brisa Hennessy | 4.93 |                   |            |            |                     |                     |                     |       |       |  |
|  | 15       | CRC Brisa Hennessy      |          |                         |       |                         |         |         |                    |      |                   |            |            |                     |                     |                     |       |       |  |
|  | 8        | POR Yolanda Sequeira    | 9.90     |                         |       |                         |         |         |                    |      |                   |            |            |                     |                     |                     |       |       |  |

#### Rodada 3
Na terceira rodada, as surfistas foram divididas em oito baterias de duas surfistas cada, com a melhor surfista avançando para as quartas de final e a segunda colocada sendo eliminada.
Bateria 1
| Pos. | Surfista           | CON                | Ondas | Ondas | Ondas | Ondas | Pontuação total | Notas |
| Pos. | Surfista           | CON                | 1     | 2     | 3     | 4     | Pontuação total | Notas |
| ---- | ------------------ | ------------------ | ----- | ----- | ----- | ----- | --------------- | ----- |
| 1    | Caroline Marks [9] | USA Estados Unidos | 2.00  | 2.60  | 4.33  | 0.37  | 6.93            | QF    |
| 2    | Yang Siqi [14]     | CHN China          | 0.50  | 1.00  | 0.20  | 0.63  | 1.63            | E     |

Bateria 2
| Pos. | Surfista          | CON           | Ondas | Ondas | Ondas | Ondas | Ondas | Ondas | Ondas | Ondas | Ondas | Pontuação total | Notas |
| Pos. | Surfista          | CON           | 1     | 2     | 3     | 4     | 5     | 6     | 7     | 8     | 9     | Pontuação total | Notas |
| ---- | ----------------- | ------------- | ----- | ----- | ----- | ----- | ----- | ----- | ----- | ----- | ----- | --------------- | ----- |
| 1    | Tyler Wright [20] | AUS Austrália | 5.83  | 2.67  | 0.70  | 2.60  | 2.43  | 2.50  | 0.33  | 1.23  | 5.27  | 11.10           | QF    |
| 2    | Anat Lelior [5]   | ISR Israel    | 0.50  | 4.67  | 1.07  | 3.07  | 0.80  | 0.97  | 1.93  | 0.43  |       | 7.74            | E     |

Bateria 3
| Pos. | Surfista           | CON        | Ondas | Ondas | Ondas | Ondas | Ondas | Ondas | Ondas | Pontuação total | Notas |
| Pos. | Surfista           | CON        | 1     | 2     | 3     | 4     | 5     | 6     | 7     | Pontuação total | Notas |
| ---- | ------------------ | ---------- | ----- | ----- | ----- | ----- | ----- | ----- | ----- | --------------- | ----- |
| 1    | Johanne Defay [2]  | FRA França | 3.00  | 0.57  | 3.33  | 2.20  | 5.00  | 4.00  | 3.07  | 9.00            | QF    |
| 2    | Vahine Fierro [21] | FRA França | 3.77  | 1.77  | 3.77  | 2.23  | 1.93  | 1.43  |       | 7.54            | E     |

Bateria 4
| Pos. | Surfista          | CON                | Ondas | Ondas | Ondas | Ondas | Ondas | Ondas | Pontuação total | Notas |
| Pos. | Surfista          | CON                | 1     | 2     | 3     | 4     | 5     | 6     | Pontuação total | Notas |
| ---- | ----------------- | ------------------ | ----- | ----- | ----- | ----- | ----- | ----- | --------------- | ----- |
| 1    | Carissa Moore [7] | USA Estados Unidos | 2.50  | 3.83  | 0.50  | 0.77  | 2.30  | 4.33  | 8.16            | QF    |
| 2    | Sarah Baum [17]   | RSA África do Sul  | 1.87  | 0.50  | 2.00  | 0.77  |       |       | 3.87            | E     |

Bateria 5
| Pos. | Surfista            | CON         | Ondas | Ondas | Ondas | Ondas | Ondas | Pontuação total | Notas |
| Pos. | Surfista            | CON         | 1     | 2     | 3     | 4     | 5     | Pontuação total | Notas |
| ---- | ------------------- | ----------- | ----- | ----- | ----- | ----- | ----- | --------------- | ----- |
| 1    | Nadia Erostarbe [3] | ESP Espanha | 3.50  | 0.50  | 4.77  | 0.77  | 3.57  | 8.34            | QF    |
| 2    | Shino Matsuda [18]  | JPN Japão   | 2.67  | 3.17  |       |       |       | 5.84            | E     |

Bateria 6
| Pos. | Surfista                | CON                | Ondas | Ondas | Ondas | Ondas | Ondas | Pontuação total | Notas |
| Pos. | Surfista                | CON                | 1     | 2     | 3     | 4     | 5     | Pontuação total | Notas |
| ---- | ----------------------- | ------------------ | ----- | ----- | ----- | ----- | ----- | --------------- | ----- |
| 1    | Tatiana Weston-Webb [1] | BRA Brasil         | 0.30  | 6.17  | 6.17  | 3.33  | 0.20  | 12.34           | QF    |
| 2    | Caitlin Simmers [24]    | USA Estados Unidos | 0.27  | 1.50  | 0.43  |       |       | 1.93            | E     |

Bateria 7
| Pos. | Surfista          | CON        | Ondas | Ondas | Ondas | Ondas | Ondas | Pontuação total | Notas |
| Pos. | Surfista          | CON        | 1     | 2     | 3     | 4     | 5     | Pontuação total | Notas |
| ---- | ----------------- | ---------- | ----- | ----- | ----- | ----- | ----- | --------------- | ----- |
| 1    | Luana Silva [19]  | BRA Brasil | 2.50  | 2.17  | 3.50  | 3.27  |       | 6.77            | QF    |
| 2    | Tainá Hinckel [6] | BRA Brasil | 0.80  | 1.77  | 2.93  | 3.00  | 0.17  | 5.93            | E     |

Bateria 8
| Pos. | Surfista             | CON            | Ondas | Ondas | Ondas | Ondas | Ondas | Ondas | Ondas | Ondas | Pontuação total | Notas |
| Pos. | Surfista             | CON            | 1     | 2     | 3     | 4     | 5     | 6     | 7     | 8     | Pontuação total | Notas |
| ---- | -------------------- | -------------- | ----- | ----- | ----- | ----- | ----- | ----- | ----- | ----- | --------------- | ----- |
| 1    | Brisa Hennessy [15]  | CRC Costa Rica | 0.83  | 4.17  | 7.67  | 0.50  | 2.17  | 0.50  | 2.57  | 4.67  | 12.34           | QF    |
| 2    | Yolanda Sequeira [8] | POR Portugal   | 6.33  | 3.57  | 1.33  | 1.83  | 1.60  |       |       |       | 9.90            | E     |

#### Quartas de final
Nas quartas de final, as oito surfistas foram divididas em quatro baterias de duas surfistas cada, com a melhor surfista avançando para a semifinal e a segunda colocada sendo eliminada.
Bateria 1
| Pos. | Surfista           | CON                | Ondas | Ondas | Ondas | Ondas | Ondas | Ondas | Pontuação total | Notas |
| Pos. | Surfista           | CON                | 1     | 2     | 3     | 4     | 5     | 6     | Pontuação total | Notas |
| ---- | ------------------ | ------------------ | ----- | ----- | ----- | ----- | ----- | ----- | --------------- | ----- |
| 1    | Caroline Marks [9] | USA Estados Unidos | 4.00  | 2.33  | 2.17  | 0.20  | 3.77  | 0.50  | 7.77            | SF    |
| 2    | Tyler Wright [20]  | AUS Austrália      | 1.00  | 3.50  | 1.87  | 0.87  |       |       | 5.37            | E     |

Bateria 2
| Pos. | Surfista          | CON                | Ondas | Ondas | Ondas | Ondas | Ondas | Ondas | Pontuação total | Notas |
| Pos. | Surfista          | CON                | 1     | 2     | 3     | 4     | 5     | 6     | Pontuação total | Notas |
| ---- | ----------------- | ------------------ | ----- | ----- | ----- | ----- | ----- | ----- | --------------- | ----- |
| 1    | Johanne Defay [2] | FRA França         | 5.67  | 1.90  | 4.67  | 0.60  | 2.17  | 4.50  | 10.34           | SF    |
| 2    | Carissa Moore [7] | USA Estados Unidos | 0.50  | 3.00  | 3.50  | 1.00  | 1.97  |       | 6.50            | E     |

Bateria 3
| Pos. | Surfista                | CON         | Ondas | Ondas | Ondas | Ondas | Ondas | Ondas | Ondas | Pontuação total | Notas |
| Pos. | Surfista                | CON         | 1     | 2     | 3     | 4     | 5     | 6     | 7     | Pontuação total | Notas |
| ---- | ----------------------- | ----------- | ----- | ----- | ----- | ----- | ----- | ----- | ----- | --------------- | ----- |
| 1    | Nadia Erostarbe [3]     | ESP Espanha | 0.20  | 0.37  | 0.50  | 2.77  | 3.57  | 0.83  |       | 6.34            | E     |
| 2    | Tatiana Weston-Webb [1] | BRA Brasil  | 3.33  | 2.67  | 0.50  | 3.03  | 1.23  | 3.60  | 4.50  | 8.10            | SF    |

Bateria 4
| Pos. | Surfista            | CON            | Ondas | Ondas | Ondas | Ondas | Ondas | Ondas | Pontuação total | Notas |
| Pos. | Surfista            | CON            | 1     | 2     | 3     | 4     | 5     | 6     | Pontuação total | Notas |
| ---- | ------------------- | -------------- | ----- | ----- | ----- | ----- | ----- | ----- | --------------- | ----- |
| 1    | Luana Silva [19]    | BRA Brasil     | 0.30  | 0.27  | 0.57  | 2.23  | 2.57  | 2.90  | 5.47            | E     |
| 2    | Brisa Hennessy [15] | CRC Costa Rica | 2.33  | 0.47  | 3.17  | 3.20  | 0.37  |       | 6.37            | SF    |

#### Semifinais
Nas semifinais, as quatro surfistas foram divididas em duas baterias de duas surfistas cada, com a melhor surfista avançando para a final (disputa da medalha de ouro) e a segunda colocada para a disputa da medalha de bronze.
Bateria 1
| Pos. | Surfista           | CON                | Ondas | Ondas | Ondas | Ondas | Ondas | Ondas | Pontuação total | Notas |
| Pos. | Surfista           | CON                | 1     | 2     | 3     | 4     | 5     | 6     | Pontuação total | Notas |
| ---- | ------------------ | ------------------ | ----- | ----- | ----- | ----- | ----- | ----- | --------------- | ----- |
| 1    | Caroline Marks [9] | USA Estados Unidos | 5.17  | 5.00  | 7.00  | 0.47  |       |       | 12.17           | F     |
| 2    | Johanne Defay [2]  | FRA França         | 5.67  | 4.00  | 3.00  | 0.47  | 6.50  | 3.30  | 12.17           | 3/4   |

Bateria 2
| Pos. | Surfista                | CON            | Ondas | Ondas | Ondas    | Ondas | Ondas | Ondas | Pontuação total | Notas |
| Pos. | Surfista                | CON            | 1     | 2     | 3        | 4     | 5     | 6     | Pontuação total | Notas |
| ---- | ----------------------- | -------------- | ----- | ----- | -------- | ----- | ----- | ----- | --------------- | ----- |
| 1    | Tatiana Weston-Webb [1] | BRA Brasil     | 2.67  | 0.57  | 5.33     | 4.00  | 5.30  | 8.33  | 13.66           | F     |
| 2    | Brisa Hennessy [15]     | CRC Costa Rica | 1.93  | 0.00* | 4.83 PEN | 6.17  | 0.33  |       | 6.17            | 3/4   |

* Por volta dos 20 minutos da bateria, Hennessy foi penalizada por interferência de prioridade, resultando que apenas sua onda de maior pontuação sendo contabilizada no total.

#### Disputa pelo bronze
Na disputa da medalha de bronze, as duas surfistas fizeram uma bateria, com a melhor surfista conquistando a medalha de bronze.
| Pos. | Surfista       | CON            | Ondas | Ondas | Ondas | Ondas | Ondas | Ondas | Ondas | Ondas | Ondas | Pontuação total | Notas             |
| Pos. | Surfista       | CON            | 1     | 2     | 3     | 4     | 5     | 6     | 7     | 8     | 9     | Pontuação total | Notas             |
| ---- | -------------- | -------------- | ----- | ----- | ----- | ----- | ----- | ----- | ----- | ----- | ----- | --------------- | ----------------- |
| 1    | Johanne Defay  | FRA França     | 0.20  | 5.83  | 5.27  | 5.57  | 0.53  | 6.83  | 0.50  | 0.70  | 4.17  | 12.66           | Medalha de bronze |
| 2    | Brisa Hennessy | CRC Costa Rica | 3.00  | 1.50  | 1.93  |       |       |       |       |       |       | 4.93            | 4.ª               |

#### Final
Na disputa das medalha de ouro e prata, as duas surfistas fizeram uma bateria, com a melhor surfista conquistando a medalha de ouro e a perdedora, a medalha de prata.
| Pos. | Surfista            | CON                | Ondas | Ondas | Ondas | Ondas | Ondas | Pontuação total | Notas            |
| Pos. | Surfista            | CON                | 1     | 2     | 3     | 4     | 5     | Pontuação total | Notas            |
| ---- | ------------------- | ------------------ | ----- | ----- | ----- | ----- | ----- | --------------- | ---------------- |
| 1    | Caroline Marks      | USA Estados Unidos | 0.50  | 7.50  | 1.43  | 3.00  | 2.00  | 10.50           | Medalha de ouro  |
| 2    | Tatiana Weston-Webb | BRA Brasil         | 0.33  | 0.43  | 5.83  | 1.80  | 4.50  | 10.33           | Medalha de prata |